# Чамдоська операція
Чамдоська операція (кит.: 昌都战役 6-19 жовтня 1950) -  військова експедиція КНР, що у ході двотижневої кампанії Народно-визвольної армії, якій передували кілька місяців безрезультатних переговорів про статус Тибету, вдерлася в провінцію Чамдо, і після подальших переговорів між представниками Китайської Народної Республіки та Тибету в травні 1951 року було укладено Угоду про мирне звільнення Тибету, що призвело до анексії Тибету.

## Передісторія
Історично Чамдо був прикордонним регіоном між китайською та тибетською культурними зонами, навколо якого сусідні держави сперечалися протягом століть. До створення Китайської Народної Республіки ця територія здебільшого входила до складу провінції Шікан Китайської Народної Республіки, але західна частина, відома як Чамдо, з 1930-х років перебувала під владою Тибету.
Тибетці, що жили тут, завжди були сповнені рішучості зберегти свою незалежність, і їхні стосунки з тибетцями в Лхасі характеризувалися взаємним презирством і неприязню. Чхамські тибетці вважали поневолення з боку Лхаси ще гіршим, ніж китайське. З цієї причини чхамські тибетці не доклали особливих зусиль, щоб чинити опір китайським військам, коли ті почали окупацію Тибету зі сходу. Так само тибетці Амдо в Цинхаї вважали тибетців з Центрального Тибету (власне Тибету, яким керують Далай-лами з Лхаси) іншими й відмінними від них самих. Вони навіть пишалися тим, що ними не керували з Лхаси з часів падіння Тибетської імперії в Середньовіччі.
Під час громадянської війни в Китаї чхамські тибетці на чолі з кланом Пандацанг очолювали повстання, спрямовані на автономію від Лхаси. Китайські комуністи бачили в них потенційних революційних союзників. У січні 1950 року комуністи офіційно запропонували їм допомогу, якщо вони не втручатимуться у заплановане "звільнення Тибету", але брати Пандатсанг вирішили натомість відправити місіонера Джорджа Паттерсона до Індії, щоб знайти підтримку для своєї справи. Пандацанг Рапґа, лідер прогомінданівської Партії покращення Тибету, також запропонував частину своїх бійців Нґабо Нґаванґу Джиґме, призначеному губернатору Камдо з Лхаси, в обмін на визнання автономії Кхаму центральним урядом Тибету. Однак Нґабо відкинув цю пропозицію.

### Переговори між двома сторонами
7 березня 1950 року делегація тибетського уряду прибула до Калімпонгу, щоб розпочати діалог з представниками новоствореної Китайської Народної Республіки. Однією з їхніх цілей було отримати китайські запевнення в повазі до "територіальної цілісності" Тибету. Переговори затягнулися через розбіжності між тибетською, індійською, британською та китайською делегаціями щодо місця зустрічі.
Тибетська делегація нарешті зустрілася з генералом Юань Чжунсянем, послом Китайської Народної Республіки, в Делі 16 вересня 1950 року. Юань представив їм пропозицію з трьох пунктів, в якій йшлося про те, що Тибет має розглядатися як частина Китаю і що Китай відповідатиме за оборону, зовнішні зносини й торгівлю Тибету. Відмова погодитися призвела б до завоювання Тибету Китаєм. Тибетці прагнули пом'якшити умови й внести якомога менше змін в теперішні відносини. Лідер їхньої делегації Цепон Шакабпа 19 вересня рекомендував співпрацювати з пропозиціями, але висловив деякі застереження щодо їхньої реалізації. Він стверджував, що нема потреби розміщувати китайські війська в Тибеті, оскільки немає безпосередньої загрози його безпеці. У разі нападу з боку Індії або Непалу Тибет все одно може звернутися по допомогу до Китаю.

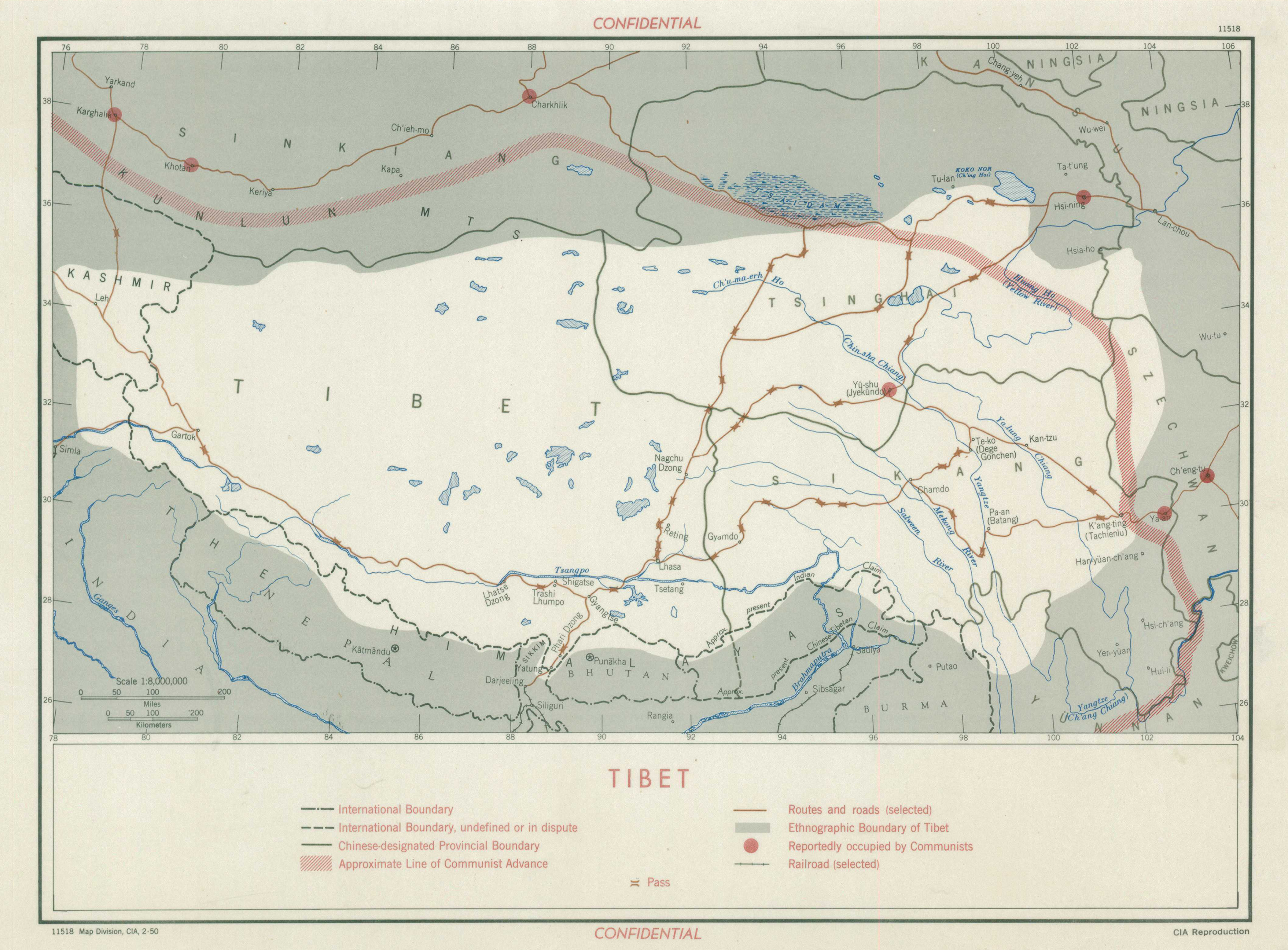
Карта ЦРУ просування Народно-визвольної армії Китаю до Тибету, лютий 1950 року

### Китайська окупація східного Чамдо
Після перемоги над основними силами Гоміндану в Громадянській війні в Китаї керівництво Народно-визвольної армії звернуло увагу на республіканські території у глибинці. Східна частина Чамду, що входила до складу китайської провінції Шікан, слугувала воротами до тибетських регіонів. 18-та армія Народно-визвольної армії, основною силою якої була 52-га дивізія, сформувала авангард китайських частин, що просувалися до Тибету. Вони досягли міста Яань в провінції Сичуань 12 лютого 1950 року. У березні було досягнуто міста Кандін в окрузі Ґарзе. До середини квітня 18-а армія налічувала щонайменше 30 000 осіб в районі Кандінґа, а 10 000 тибетців брали участь у будівництві дороги з Кандінґа до округу Ґарзе, яке було завершено в серпні. Зібрана армія зі штаб-квартирою в Няґроні увійшла в округ Літанг зі сходу 30 липня. Цинхайська кавалерійська дивізія вже 22 липня зайняла Гьєгу і готувалася до флангової атаки на Камдо.
У червні 1950 року в Деге відбулася перша зустріч між Народно-визвольною армією і тибетською армією. Місто розташоване на головній дорозі з Гарзе до Юшу, приблизно за 150 кілометрів на північний схід від Камдо. Колишній губернатор Камдо, Лхалу Цеванг Дордже, побудував тут радіостанцію. Народно-визвольна армія змогла відстежити радіосигнали й перетнула річку Цзіньша в несподіваній атаці, щоб знищити станцію. Протягом наступних тижнів точилися подальші бої за Деке, в яких китайці врешті-решт здобули перемогу. Таким чином, весь східний Кхам перейшов під контроль Китаю.

## Битва за Чамдо
Після місяців безрезультатних переговорів, спроб Тибету звернутися за іноземною допомогою, мобілізації китайських і тибетських військ Народно-визвольна армія перетнула річку Цзіньша, яка де-факто являла собою кордон з Тибетом, у п'яти точках 6 або 7 жовтня 1950 року.
До 19 жовтня два підрозділи Народно-визвольної армії захопили прикордонне місто Чамдо, загалом 114 китайських і 180 тибетських солдатів були вбиті або поранені до цього моменту. Губернатор Чамдо і командувач тибетськими військами Нгапой Нгаванг Джигме здався разом з 2700 солдатами. Китайський командувач Чжан Гохуа стверджував у публікації 1962 року, що 5 738 ворожих бійців було "ліквідовано", ще 5700 - "знищено", а понад 3000 - здалися. Бойові дії обмежувалися прикордонною територією Тибету на північний схід від річки Салуїн і на схід від 96-ї паралелі. За словами 14-го Далай-лами, Народно-визвольна армія не нападала на цивільне населення.
Із захопленням Чамдо Народно-визвольна армія вважала, що її цілі досягнуті, і в односторонньому порядку припинила бойові дії Нгапої відправили до Лхаси, щоб повторити там китайські умови, і очікувалася відповідь від тибетського уряду через їхніх представників у Пекіні.
21 жовтня уряд у Лхасі доручив своїй делегації негайно виїхати до Пекіна і наказав їм прийняти

## Наслідки
Після звістки про поразку тибетців у Лхасі регент Нґаванг Сунґраб Тутоб подав у відставку, і 14-й Далай-лама передчасно зійшов на престол у віці 15 років. 11 листопада 1950 року він звернувся до Організації Об'єднаних Націй з проханням розв'язати це питання. Однак пропозиція Сальвадору про включення питання про вторгнення в Тибет до порядку денного Генеральної Асамблеї ООН була відхилена, і 24 листопада обговорення питання було відкладено на невизначений термін. Через кілька тижнів, у грудні 1950 року, Далай-лама залишив тибетську столицю і вирушив в Ядун на кордоні з Індією.
У лютому 1951 року тибетська делегація з п'яти осіб на чолі з Нґапої Нґаванґом Джиґме вирушила до Пекіна, щоб відновити переговори з урядом Китайської Народної Республіки. Наприкінці квітня 1951 року ще одна делегація від тибетського Кашагу (Ради міністрів) вирушила до Пекіна, щоб завершити переговори. Нарешті, 23 травня було підписано Угоду про мирне звільнення Тибету. 17 серпня 1951 року Далай-лама повернувся до Лхаси.
Деякі тибетські бійці з Кхаму продовжували опір навіть після підписання угоди. Місцеві воєначальники об'єднали зусилля за підтримки Центрального розвідувального управління, щоб сформувати партизанський рух під назвою "Чуші Гангдрук", який також відіграв певну роль під час тибетського повстання 1959 року.
За словами Мелвіна Гольдштейна, китайська кампанія в Чамдо була спрямована не на окупацію Тибету в цілому, а на захоплення сил тибетської армії в Чамдо, щоб деморалізувати уряд в Лхасі й чинити на нього тиск, щоб він вступив у переговори в Пекіні та прийняв китайські вимоги.